# バルダッサーレ・ガルッピ

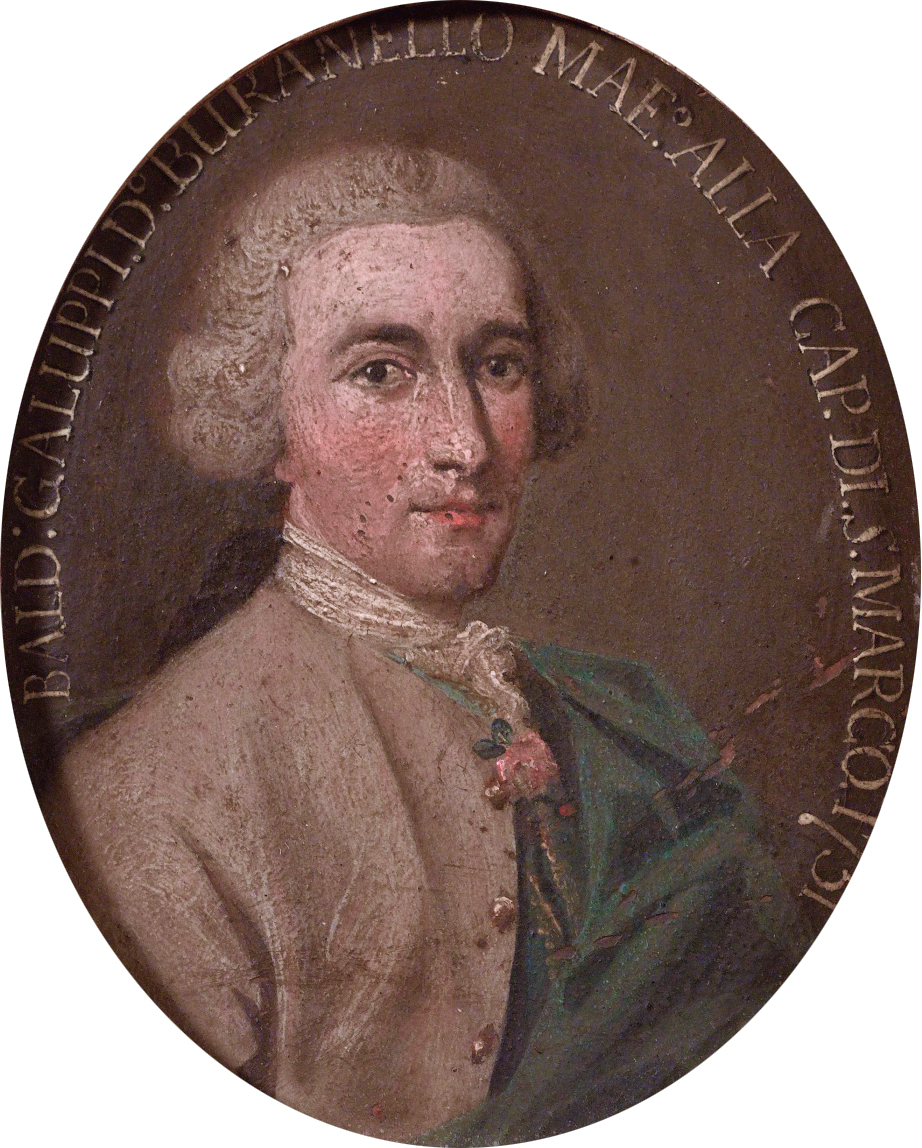
ガルッピの肖像画、1750年にヴェネツィアで製作

バルダッサーレ・ガルッピ（Baldassare Galuppi, 1706年10月18日 - 1785年1月3日）は、ヴェネツィアの作曲家。とりわけオペラ・ブッファの作曲家として著名である。ヴェネツィアのラグーンにあるブラーノ島に生まれたため、「イル・ブラネッロ」というあだ名がついた。
最初のオペラの試作品《移り気な信頼、あるいは競い合う友人たちLa fede nell'incostanza ossia gli amici rivali 》（1722年）は、客席から野次り倒され上演が続かず、記録的な大失敗となった。その後アントニオ・ロッティに音楽を学び、フィレンツェでチェンバロ奏者として活動した後ヴェネツィアに戻って、再びオペラ創作を試みる。今度のオペラ・セリア《ドリンダDorinda 》（1729年）は成功し、劇場におけるガルッピの活動の出発点となった。
1740年に救貧院（Ospedale dei Mendicanti）の音楽監督に任命され、1748年からは聖マルコ大寺院の楽団員として働き、1762年には同寺院の楽長に就任した。生涯のほとんどをヴェネツィアで過ごしたが、1741年から1743年までロンドンで、1765年から1768年までサンクトペテルブルクのエカチェリーナ大帝の宮廷にも勤めた。
ガルッピの最初のオペラ・ブッファ《ブレンタの桃源郷L'Arcadia in Brenta 》（1749年）は、劇作家カルロ・ゴルドーニとの最初の共同制作であり、これ以後ゴルドーニとガルッピは、数多くのオペラを創り出している。それらのオペラは非常に人気があり、1754年の《田舎哲学者Il filosofo di campagna 》はとりわけ成功を収めた。ゴルドーニの戯曲『月世界Il mondo della luna 』は、後にハイドンを筆頭に多くの作曲家が曲付けしたが、最初にこれに作曲したのはガルッピである。
ガルッピは後年、オペラ作曲の筆がいささか衰えた。オペラ作品以外では、たくさんのチェンバロ曲と、いくつかのオラトリオが目立っている。ガルッピは当時のヴェネツィア楽壇では最も有名で、最も尊敬された人物であった。詩人のロバート・ブラウニングには、「ガルッピのトッカータ」と題する詩作品がある。ヴィヴァルディの少なくとも二つの宗教曲（《主を怖れるものは幸いなりBeatus Vir 》と《主は言われたDixit Dominus 》）は、誤ってガルッピ作曲と伝えられてきた。ほかにもそのような作品があるに違いないとする音楽学者もいる（Janice Stockigt）。
ロシア時代にドミトリー・ボルトニャンスキーらの門人を育てた。
日本では比較的マイナーな存在だったが、同郷で高名なピアニストであるアルトゥーロ・ベネデッティ・ミケランジェリがレパートリーに入れていたため、広く知られるようになった。その後、関孝弘などが取り上げている。